# Cecidomyia bisetosa
Cecidomyia bisetosa är en tvåvingeart som beskrevs av Gagne 1978. Cecidomyia bisetosa ingår i släktet Cecidomyia och familjen gallmyggor. Inga underarter finns listade i Catalogue of Life.